# Giro de Italia 1948
La 31.ª edición del Giro de Italia se disputó entre el 15 de mayo y el 6 de junio de 1948, con un recorrido de 19 etapas y 4164 km, que el vencedor completó a una velocidad media de 33,116 km/h. La carrera comenzó y terminó en Milán.
Tomaron la salida 77 participantes, de los cuales 41 terminaron la carrera. 
Fiorenzo Magni fue el vencedor de esta edición del Giro de Italia, aunque con cierta polémica debido a que el equipo Bianchi (en el cual militaba Coppi), denunció que había recibido empujones de ayuda de sus compañeros de equipo, el Wilier-Triestina, durante la disputa de la 17.ª etapa, una etapa de montaña en los Dolomitas. Coppi fue el vencedor de aquella etapa, a raíz de lo cual superó a Bartali en la clasificación general, pero no a Magni. La organización penalizó a Magni con dos minutos, a pesar de lo cual el equipo Bianchi al completo abandonó la carrera por considerar la penalización insuficiente.

## Etapas
| Etapa | Recorrido                           | Km  | Ganador            | Líder           |
| 1.ª   | Milán-Turín                         | 190 | Giordano Cottur    | Giordano Cottur |
| 2.ª   | Turín-Génova                        | 226 | Mario Ricci        | Giordano Cottur |
| 3.ª   | Génova-Parma                        | 243 | Luciano Maggini    | Giordano Cottur |
| 4.ª   | Parma-Viareggio                     | 166 | Luigi Casola       | Giordano Cottur |
| 5.ª   | Viareggio-Siena                     | 165 | Adolfo Leoni       | Giordano Cottur |
| 6.ª   | Siena-Roma                          | 256 | Luigi Casola       | Giordano Cottur |
| 7.ª   | Roma-Pescara                        | 230 | Antonio Bevilacqua | Giordano Cottur |
| 8.ª   | Pescara-Bari                        | 347 | Adolfo Leoni       | Giordano Cottur |
| 9.ª   | Bari-Nápoles                        | 306 | Nedo Logli         | Vito Ortelli    |
| 10.ª  | Nápoles-Fiuggi                      | 184 | Italo De Zan       | Vito Ortelli    |
| 11.ª  | Fiuggi-Perugia                      | 265 | Désiré Keteleer    | Vito Ortelli    |
| 12.ª  | Perugia-Florencia                   | 164 | Oreste Conte       | Vito Ortelli    |
| 13.ª  | Florencia-Bolonia                   | 194 | Bruno Pasquini     | Vito Ortelli    |
| 14.ª  | Bolonia-Udine                       | 278 | Oreste Conte       | Fiorenzo Magni  |
| 15.ª  | Udine-Auronzo di Cadore             | 125 | Vincenzo Rossello  | Ezio Cecchi     |
| 16.ª  | Auronzo di Cadore-Cortina d'Ampezzo | 90  | Fausto Coppi       | Ezio Cecchi     |
| 17.ª  | Cortina d'Ampezzo-Trento            | 160 | Fausto Coppi       | Fiorenzo Magni  |
| 18.ª  | Trento-Brescia                      | 239 | Elio Bertocchi     | Fiorenzo Magni  |
| 19.ª  | Brescia-Milán                       | 231 | Fiorenzo Magni     | Fiorenzo Magni  |

## Clasificaciones
| \| 1. \| Fiorenzo Magni \| Italia \| 124:51:52 \| \| 2. \| Ezio Cecchi \| Italia \| + 11" \| \| 3. \| Giordano Cottur \| Italia \| + 2' 37" \| \| 4. \| Vito Ortelli \| Italia \| + 2' 37" \| \| 5. \| Primo Volpi \| Italia \| + 8' 24" \| \| 6. \| Angelo Brignole \| Italia \| + 9' 14" \| \| 7. \| Giulio Bresci \| Italia \| + 9' 17" \| \| 8. \| Gino Bartali \| Italia \| + 11' 52" \| \| 9. \| Serafino Biagioni \| Italia \| + 15' 05" \| \| 10. \| Alfredo Martini \| Italia \| + 18' 22" \| |                   |        |           |
| 1. | Fiorenzo Magni    | Italia | 124:51:52 |
| 2. | Ezio Cecchi       | Italia | + 11"     |
| 3. | Giordano Cottur   | Italia | + 2' 37"  |
| 4. | Vito Ortelli      | Italia | + 2' 37"  |
| 5. | Primo Volpi       | Italia | + 8' 24"  |
| 6. | Angelo Brignole   | Italia | + 9' 14"  |
| 7. | Giulio Bresci     | Italia | + 9' 17"  |
| 8. | Gino Bartali      | Italia | + 11' 52" |
| 9. | Serafino Biagioni | Italia | + 15' 05" |
| 10. | Alfredo Martini   | Italia | + 18' 22" |

| \| 1. \| Fausto Coppi \| Italia \| - \| \| 2. \| Ezio Cecchi \| Italia \| - \| \| 3. \| Gino Bartali \| Italia \| - \| |              |        |   |
| 1. | Fausto Coppi | Italia | - |
| 2. | Ezio Cecchi  | Italia | - |
| 3. | Gino Bartali | Italia | - |

| \| 1. \| Wilier-Triestina \| Italia \| WIL \| - \| |                  |        |     |   |
| 1.                                                 | Wilier-Triestina | Italia | WIL | - |